# Indexpatient
Als Indexpatient (wörtlich Hinweispatient von lateinisch index ‚Anzeige‘, ‚Hinweis‘), auch Indexfall bezeichnet man in der Epidemiologie jene Person, von der die Ausbreitung einer Krankheit ihren gesicherten oder mutmaßlichen Ausgang genommen hat, wie es bei Infektions- oder Erbkrankheiten der Fall ist, die sich infektiös bzw. genetisch verbreiten.
Dieser Ersterkrankte wird auch Patient null (im englischen Sprachraum patient zero) genannt.

## Beispiele
- Im Blutspendewesen wäre jener Blutspender der Indexpatient, von dem – durch seine kontaminierte Blutspende – Krankheitserreger (Pathogene) auf einen oder mehrere Empfänger seiner gewonnenen Blutprodukte übertragen wurden (→ Infektionsweg). Der/Die infizierte/n Empfänger und der zu ermittelnde Indexpatient sind die wichtigsten Ausgangspunkte für die Durchführung eines sogenannten Look-back-Verfahrens, bei dem alle Spender eines bestimmten Empfängers sowie alle Empfänger von Spenden des Indexpatienten ermittelt werden müssen.
- Bei Verdacht auf eine nosokomiale Infektion („Krankenhausinfektion“), einen Arbeitsunfall oder Ähnliches mit potentiell infektiösem Blut (z. B. eine Nadelstichverletzung), wird der Patient, von welchem das Blut und/oder die Nadel stammte, als Indexpatient bezeichnet.

## Rekonstruktion der Infektionswege
Bei der Rekonstruktion der Ausbreitung untersucht man die Infektionsketten, um Aussagen zu Übertragungswegen (Tier → Mensch, Mensch → Mensch, Luft- oder Tröpfcheninfektion), Ansteckungswahrscheinlichkeit („Wie viele Menschen stecken sich an?“), Erkrankungswahrscheinlichkeit („Wie viele angesteckte Menschen erkranken schließlich daran?“), Latenzzeit („Wie lange dauert es, bis Krankheitssymptome auftreten?“) und Sterblichkeit („Wie viele erkrankte Menschen sterben daran?“) machen zu können. Dabei interessieren alle Erkrankten.

### HIV-/AIDS-Ausbruch ab 1959
Die ältesten Blutproben von mit dem Humanen Immundefizienz-Virus (HIV) infizierten Personen stammen aus dem Jahr 1959. Es ist wahrscheinlich, dass diese Personen auch an AIDS erkrankten. Da die Krankheit zum damaligen Zeitpunkt jedoch nicht bekannt war, lässt sich dies im Nachhinein nur vermuten, aber nicht belegen.
Einige Zeit galt der Frankokanadier Gaëtan Dugas als Indexpatient für die Ausbreitung von HIV bzw. AIDS in den Vereinigten Staaten. Der erste bekannte an AIDS erkrankte Mensch auf dem nordamerikanischen Kontinent war jedoch der Afroamerikaner Robert Rayford aus Missouri, der im Mai 1969 im Alter von 15 Jahren an einem Kaposi-Sarkom starb. 1987 wiesen Forscher von der Tulane University School of Medicine in aufbewahrten Blutproben eine HIV-1-Virusinfektion bei diesem Patienten nach.

### Ebola-Ausbruch in Westafrika ab 2013
Die erste 2013 in Westafrika an Ebola erkrankte Person war ein zweijähriges Kind einer jungen Mutter aus Meliandou, einem Dorf in der Präfektur Guéckédou in Guinea. Das Kind erkrankte am 2. Dezember 2013 an Fieber, Magenkrämpfen, Erbrechen und verstarb am 6. Dezember 2013. Innerhalb von drei Wochen starben nach ihm seine dreijährige Schwester, seine Mutter, seine Großmutter und eine Krankenschwester, die sie pflegte. Da das Dorf Meliandou im Grenzgebiet von Guinea, Sierra Leone und Liberia liegt, verbreitete sich die Krankheit durch Kontaktinfektion (Kontakt mit u. a. Schweiß und Blut) rasch in allen drei Ländern.

## Der Indexpatient in der Psychotherapie
In der systemischen Therapie wird ein Gruppenmitglied, das mit seinen Symptomen einengende Wirklichkeitskonstruktionen und leiderzeugende Interaktionsmuster innerhalb der Gruppe anzeigt, ebenfalls als Indexpatient bezeichnet. Derjenige, der sich in einem problematischen Beziehungsgeflecht zuerst für „krank“ erklärt, ist der Indexpatient.